# Eliminatoria al Torneo Sub-20 de la Concacaf 1992
La Eliminatoria al Torneo Sub-20 de la Concacaf 1992 fue una fase de clasificación que disputaron solamente selecciones juveniles del Caribe con la excepción de Bermudas, la cual otorgó 5 plazas para el torneo que se celebró en Canadá.
La eliminatoria se jugó entre noviembre y diciembre de 1991 y participaron 17 selecciones caribeñas.

## Grupo A
| País                   | J | G | E | P | GF | GC | GD  | Pts |
| ---------------------- | - | - | - | - | -- | -- | --- | --- |
| Cuba                   | 5 | 5 | 0 | 0 | 20 | 1  | +19 | 10  |
| Guadalupe              | 5 | 4 | 0 | 1 | 20 | 1  | +19 | 8   |
| República Dominicana   | 5 | 3 | 0 | 2 | 14 | 5  | +9  | 6   |
| San Cristóbal y Nieves | 5 | 2 | 0 | 3 | 3  | 9  | –6  | 4   |
| Puerto Rico            | 5 | 1 | 0 | 4 | 8  | 14 | –6  | 2   |
| Anguila                | 5 | 0 | 0 | 5 | 0  | 35 | –35 | 0   |

|  | República Dominicana   | 11–0 | Anguila                |
|  | Cuba                   | 1–0  | Guadalupe              |
|  | Puerto Rico            | 1–2  | San Cristóbal y Nieves |
|  | Guadalupe              | 9–0  | Anguila                |
|  | Cuba                   | 3–0  | San Cristóbal y Nieves |
|  | Puerto Rico            | 0–1  | República Dominicana   |
|  | Anguila                | 0-7  | Cuba                   |
|  | República Dominicana   | 1–0  | San Cristóbal y Nieves |
|  | Puerto Rico            | 0–4  | Guadalupe              |
|  | Cuba                   | 2–1  | República Dominicana   |
|  | San Cristóbal y Nieves | 0–4  | Guadalupe              |
|  | Anguila                | 0-7  | Puerto Rico            |
|  | Puerto Rico            | 0–7  | Cuba                   |
|  | San Cristóbal y Nieves | 1–0  | Anguila                |
|  | Guadalupe              | 3–0  | República Dominicana   |

## Grupo B
| País         | J | G | E | P | GF | GC | GD | Pts |
| ------------ | - | - | - | - | -- | -- | -- | --- |
| Jamaica      | 3 | 2 | 0 | 1 | 8  | 4  | +4 | 4   |
| Martinica    | 3 | 1 | 1 | 1 | 7  | 3  | +4 | 3   |
| Santa Lucía  | 3 | 1 | 1 | 1 | 4  | 5  | –1 | 3   |
| Islas Caimán | 3 | 1 | 0 | 2 | 1  | 8  | –7 | 2   |

|  | Martinica    | 0–0 | Santa Lucía  |
|  | Jamaica      | 0–1 | Islas Caimán |
|  | Islas Caimán | 0–5 | Martinica    |
|  | Jamaica      | 5–1 | Santa Lucía  |
|  | Santa Lucía  | 3–0 | Islas Caimán |
|  | Martinica    | 2-3 | Jamaica      |

## Grupo C
| País              | J | G | E | P | GF | GC | GD | Pts |
| ----------------- | - | - | - | - | -- | -- | -- | --- |
| Trinidad y Tobago | 3 | 2 | 1 | 0 | 9  | 4  | +5 | 5   |
| Guayana Francesa  | 3 | 1 | 2 | 0 | 9  | 6  | +3 | 4   |
| Surinam           | 3 | 1 | 1 | 1 | 6  | 7  | –1 | 3   |
| Guyana            | 3 | 0 | 0 | 3 | 1  | 8  | –7 | 0   |

|  | Trinidad y Tobago | 3–3 | Guayana Francesa  |
|  | Guyana            | 0–3 | Surinam           |
|  | Surinam           | 0–4 | Trinidad y Tobago |
|  | Guayana Francesa  | 3-0 | Guyana            |
|  | Surinam           | 3–3 | Guayana Francesa  |
|  | Guyana            | 1–2 | Trinidad y Tobago |

## Grupo D
| País                  | J | G | E | P | GF | GC | GD | Pts |
| --------------------- | - | - | - | - | -- | -- | -- | --- |
| Antillas Neerlandesas | 2 | 2 | 0 | 0 | 6  | 4  | +2 | 4   |
| Barbados              | 2 | 1 | 0 | 1 | 4  | 4  | 0  | 2   |
| Haití                 | 2 | 0 | 0 | 2 | 5  | 7  | –2 | 0   |

|  | Antillas Neerlandesas | 2–1 | Barbados              |
|  | Barbados              | 3–2 | Haití                 |
|  | Haití                 | 3-4 | Antillas Neerlandesas |